# Air Tanzania
« The wings of Kilimanjaro ».
Air Tanzania (code AITA TC) est une compagnie aérienne de la Tanzanie dont le siège social est à Dar es Salaam.
Slogan : The Wings of Kilimanjaro (les ailes du Kilimandjaro).
La compagnie figure, depuis 2024, sur la liste des transporteurs aériens interdits dans l'Union européenne.

## Histoire
La compagnie Air Tanzania (ATC) est créée le 11 mars 1977 après la dissolution de East African Airways (EAA), qui desservait auparavant la région.
En 1994, Air Tanzania s'allie à Uganda Airlines et South African Airways au sein de Alliance Air.
Jusqu'en 2015, Air Tanzania ne dispose que d’un seul avion.
En 2015, l'arrivée à la présidence de John Magufuli relance la compagnie : il accorde la priorité à l'investissement dans Air Tanzania en vue de faire redécoller cette compagnie déficitaire et de dynamiser le secteur du tourisme, qui constitue l'une des principales sources de devises pour le pays.

## Actionnariat
Air Tanzania est entièrement possédé par le gouvernement de Tanzanie.

## Flotte

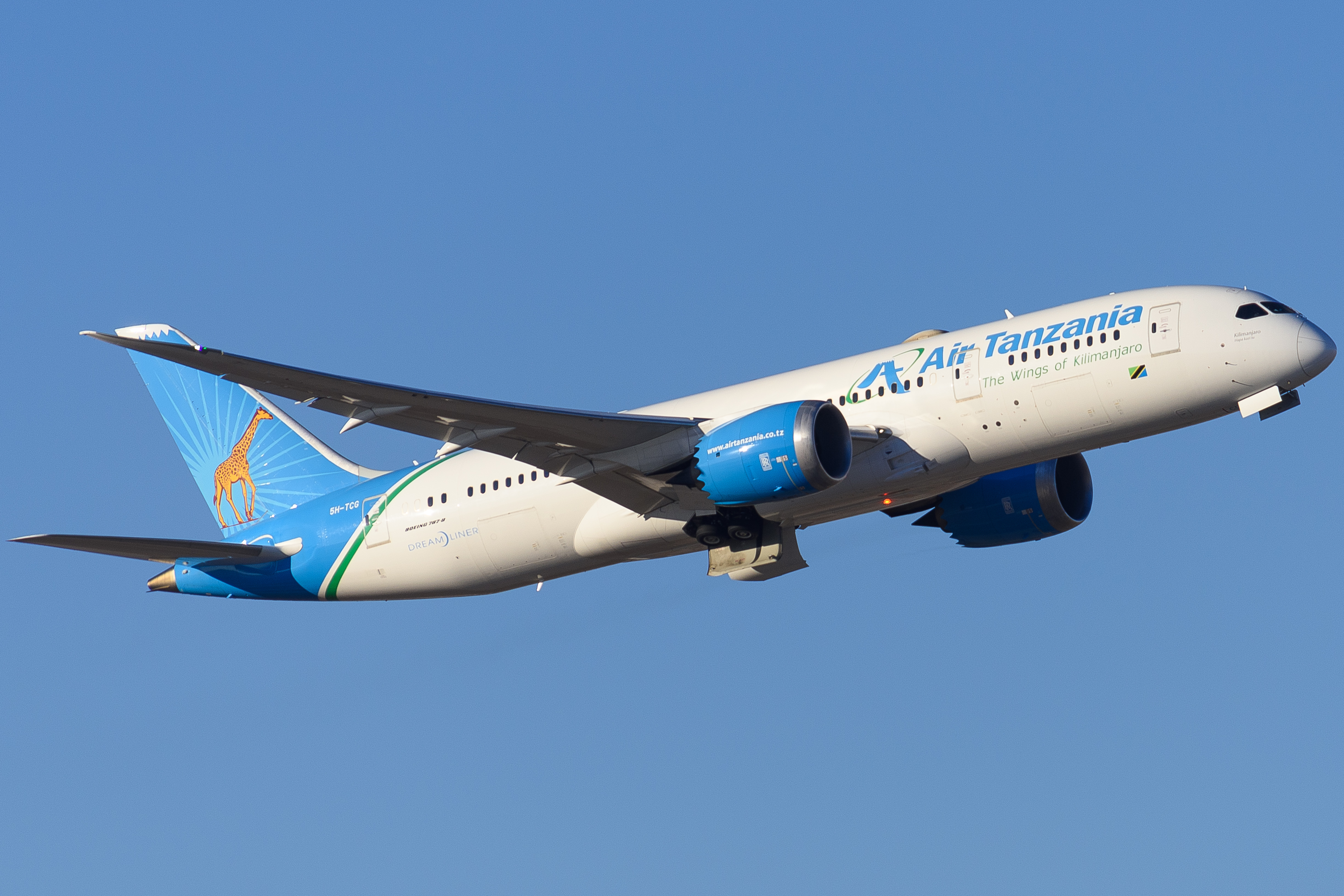
Boeing 787-8 d'Air Tanzania en 2022

En septembre 2022, la flotte d'Air Tanzania est composée des appareils suivants :
| Avions                          | En service | En commande | Sièges (1re/Business/Eco) | Total                 | Routes | Notes                                         |
| ------------------------------- | ---------- | ----------- | ------------------------- | --------------------- | --- | --------------------------------------------- |
| Airbus A220-300                 | 4          | 0           | (12/120)                  | 132                   | Routes vers l'Afrique du Sud, Zambie, etc. 1 Airbus A220-300 parké sur l'aéroport de Maastricht-Aachen aux Pays-Bas. |                                               |
| De Havilland Canada Dash 8-Q400 | 5          | 0           | (6/70) ou (10/68)         | 76/78                 | Routes régionales | Livrés neufs entre Décembre 2016 et Juin 2017 |
| Boeing 737 MAX                  | 0          | 2           |                           |                       | | Doit entrer en service en 2023.               |
| Boeing 787-8                    | 2          | 1           | (22/240)                  | TBA                   | Routes vers l'Asie du Sud et de l'Est puis l'Europe                                                                  |                                               |
| Boeing 767-300F                 | 0          | 1           |                           | Capacité de 52 tonnes | Doit être livré en juin 2023                                                                                         | Cargo                                         |
| Total                           | 11         | 4           |                           |                       | |                                               |

## Destinations
International
 Afrique du Sud
- Johannesbourg

 Burundi
- Bujumbura

 Chine
- Guangzhou

 Comores
- Moroni

 République démocratique du Congo
- Kinshasa

 Émirats arabes unis
- Dubaï

 Inde
- Mumbai

 Kenya
- Nairobi

 Ouganda
- Entebbe

 Tanzanie
- Arusha
- Dar es Salam
- Kigoma
- Mbeya
- Mwanza
- Zanzibar

 Zambie
- Lusaka
- Ndola

 Zimbabwe
- Harare

## Partage de code
- Air Uganda
- Air Zimbabwe